# Pseudosquillopsis
Pseudosquillopsis is een geslacht van kreeftachtigen uit de klasse van de Malacostraca (Hogere kreeftachtigen).

## Soorten
- Pseudosquillopsis cerisii (Roux, 1828)
- Pseudosquillopsis dofleini (Balss, 1910)
- Pseudosquillopsis lessonii (Guérin, 1830)
- Pseudosquillopsis marmorata (Lockington, 1877)